# 黄喉雀鹛
黄喉雀鹛（学名：Schoeniparus cinereus），是雀眉科乌线雀鹛属的一种，分布于不丹、孟加拉国、老挝、中国大陆、越南、印度、缅甸和尼泊尔。该物种的保护状况被评为无危。
黄喉雀鹛的平均体重约为11.0克。栖息地包括亚热带或热带的高海拔疏灌丛和亚热带或热带的湿润山地林。该物种的模式产地在印度达吉岭。